# Сирас
Сирас је био први илирски владар поменут у грчким изворима.
Према Фанули Папазоглу, пред крај владавине македонског краља Архелаја (око 400. год. пне), дошло је до рата Македонаца на челу са краљем Архалејем и северномакедонског племена Линкеста са краљем Арабајем, које је живело у данашњој области Пелагонија и града Битоле. Линкести су се већ деценијама борили за своју независност против све моћније династије Аргијада. У тој борби Илири су им пружили подршку, јер ни они нису били равнодушни на све већу моћ македонске државе. Сирас је био илирски владар и ожењен Арабејовом кћерком. Извори не кажу да је Сирас био краљ, али се то може предпоставити, обзиром да се његова кћер Еуридика (то име је добила као македонска краљица, док су је предходно звали Илирка и варварка), удала за македонског краља Аминту I и родила му три сина: Александра II, Пердику III и Филипа II (оца Александра Македонског). Без обзира на женидбу краља Аминте са илирском принцезом, упади Илира на македонску територију нису престајали, јер је нови владар Илира постао Бардил.
Историчар Џон Вилкис износи измењену верзију, без помињања Сираса. Први помен Илира у грчким изворима везан је за годину 424. пне. и сукоб Македонаца са краљем Пердиком и Линкеста. У оквиру македонско-грчких ратова, тада су Спартанци пружили помоћ Македонији, која је била противник Атине. Пердика је предложио да сачекају помоћ илирских плаћеника. Они су се, међутим, опредили да помоћ пруже Линкестима са краљем Архабејом. Тукидид наводи да је међу Македонцима и Спартанцима завладо страх од њиховог умећа ратовања, да су одлучили да се повуку. Kасније ће краљ Аминта оженити Еуридику из Линкесте.